# MAGIC OF LiFE
MAGIC OF LiFE（マジック オブ ライフ）は、日本のロックバンドである。フォーチュレスト所属。
2014年10月17日、渋谷O-WESTにて、バンド名をDIRTY OLD MEN（ダーティ オールド メン）から、MAGIC OF LiFEに改名した。

## 概要
ボーカル・ギター、ギター、ベース、ドラムの4人構成のバンドである。
2003年、オリジナルメンバーが高校2年生の時に結成された。当初は高校卒業後に解散する予定だったが、活動を継続することとした。結成当時のオリジナルメンバー全員が、故郷である栃木県宇都宮市に在住し活動していた。結成当初は、GOING STEADYやHAWAIIAN6のコピーを演奏していたが、次第にオリジナル曲を演奏するように変化した。
初めてライブをやるとき、チケットに印刷するためバンド名が必要となり、最初は高津戸が「三色丼」という名前を挙げたがメンバーに却下され、野瀧が「英語のほうがカッコいい」として、英和辞典から「Dirty」の単語を最初に付け、そこから「Dirty Old Men」とバンド名を決定した。バンド名は直訳すると「スケベオヤジ」だが、しかしこれは「汚い大人になりたくない」という思いから命名したものである。このバンド名は、2012年のメンバー入れ替え時に大文字の「DIRTY OLD MEN」表記へ変更している。
2007年4月25日にSpice Recordsより、ミニアルバム『immature』でインディーズデビューをした。その後2010年5月19日にユニバーサルシグマより、『Time Machine』でメジャーデビューを果たす。『doors』リリース後、フォーチュレストに移籍し、再びインディーズに戻る。
2014年10月1日、同月17日に開催されるライブをもって「MAGIC OF LiFE」へ改名することを発表した。
このバンド名は直訳すると「命の魔法」。「劣等感や悩みなどに逃げずに向き合って弱いからこそ強くなろう、と命が震えた瞬間に見出せる魔法のように生きた証。そんな物語を綴り歌っていきたい、皆と感じたい」という想いから命名され、略称で「マジック」と呼んでほしいとメンバーは述べている。「マジック」のほか「マジオブラ」や「MOL (モル) 」といった愛称でも呼ばれている。「LiFE」の「i」が小文字の理由は、「I = 私、magic of life = 命の魔法、MAGIC OF LiFE = 私の命の魔法」として、「MAGIC OF LiFEの音楽を聴いてくれたあなたの魔法、MAGIC OF LiFEの中にあなたもわたしも存在する」という意味を込めている。
2015年4月19日、MAGIC OF LiFE主催で第1回「Don't Stop Music Fes. 栃木 (栃フェス) 」を開催。同年10月に改名1周年記念ライブを東京・名古屋・大阪で開催。
2016年2月、「栃木市ふるさと大使」に就任した。
2016年5月8日、MAGIC OF LiFE主催で第2回「Don't Stop Music Fes. 栃木 (栃フェス) 」を開催。地元栃木の地方番組とちぎテレビ『SOUND10』で、開催4週間前から「栃フェス」出演のアーティスト紹介やメンバーからのコメントが4週にわたり毎日放映された。また、2016年6月21日、20:00 - 20:30の枠にて、同じくとちぎテレビで「栃フェス」当日密着型の特集番組も放映された。

## メンバー

### 現メンバー
高津戸 信幸（たかつと のぶゆき）
- 血液型O型。
- 栃木県立宇都宮商業高等学校、作新理容美容専門学院卒業。
- 主に作詞、作曲を担当。現在バンド唯一のオリジナルメンバーでもある。

山下 拓実（やました たくみ）
- 鹿児島県育ち。
- 血液型B型。
- 2006年11月加入。

渡辺 雄司（わたなべ ゆうじ）
- 血液型B型。
- 同メンバーの山下がボーカル&ギターを務めていたバンド「HOME49」の元メンバーである。
- 「RIDDLE」の元メンバーであり、2012年4月に加入。
- MAGIC OF LiFEファンクラブ公式ウェブサイト内のコーナー「川柳師匠の5・7・5」のキャラクター「ひろし」の生みの親。

岡田 翔太朗（おかだ しょうたろう）
- 血液型A型。
- 「serial TV drama」の元メンバーであり、2012年4月に加入。
- 並行して「T.S.R.T.S」にも参加していたが、2014年2月8日をもって脱退。以降は「DIRTY OLD MEN」に専念する。

### 元メンバー
山田 真光（やまだ まさみつ）
ベース担当。1986年7月10日（38歳）生まれ、B型。
- - 結成時のメンバー。リーダーを務めていた時期もある。
  - 高校卒業後は建築系の専門学校に通っていた[5]。
  - 2012年3月、メンバーの音楽的成長レベルについていけず、話し合いの結果「音楽をやるのが辛くなった」ことを理由に脱退。その後DIRTY OLD MENが所属しているフォーチュレストでDIRTY OLD MENのマネージャーになる。物販等の販売も彼が行っている。

野瀧 真一（のたき しんいち）
ドラム・コーラス担当。1986年12月12日（38歳）生まれ、A型。
- - 結成時のメンバー。
  - 高校卒業後は音楽の専門学校に通っていた[5]。
  - 尊敬するアーティストは高津戸信幸と同じく、「Mr.Children」と「CRUNCH」。ドラマーとしては、米米CLUBのドラマーだった高畠俊男。
  - 2012年3月、両親の体調不良を理由に脱退。
  - 2013年、「Blue Trike」に加入。

## ディスコグラフィー

### DIRTY OLD MEN (Dirty Old Men) 名義

#### その他アルバム
限定発売
| タイトル                          | 詳細                     | 発売日         | 規格品番    | レーベル         |
| --------------------------------- | ------------------------ | -------------- | ----------- | ---------------- |
| FORM of LIGHT                     | 配信限定 Download Single | 2008年11月20日 | SPRD-1037   | Spice Records    |
| Dirty Old Men PLAYBUTTON          | 自主企画イベント会場限定 | 2012年12月12日 | -           | フォーチュレスト |
| I and I TOUR 2013 FINAL(LIVE DVD) | ライブ会場限定販売       | 2013年10月11日 | DOMDVD-1001 | フォーチュレスト |

限定配布
- 『ハッピーバースデイって言いたくて』

2013年3月14日、ホワイトデー限定で公式Twitterで配布 。
正式な歌詞は公開されていない。
- 『Merry 10th Edition』

2013年12月20日、DIRTY OLD MEN X'mas LIVE「gift to you」(赤坂BLITZ)で配布。
結成10周年を記念したシングル「rain show」収録の「Merry」のリテイク。
10th anniversaryポストカードとCDのセットである。公式のsoundcloudでも期間限定で視聴可能だったが現在削除済。
- 『りんご飴』

DIRTY OLD MEN Blazing TOUR 2014 FINAL 3公演 2014年7月4日(大阪)、7月6日(名古屋)、7月11日(東京)で配布。
歌詞カードとCDのセットである。アコースティックギターによる弾き語り音源である。
栃木県宇都宮市にある二荒山神社を舞台にした曲  であった。3公演ではアコギ弾き語りを披露した 。
MAGIC OF LiFEのアルバム「Storyteller」に再録されているが、部分的に歌詞が変更されている。
- 『金木犀とオレンジ』

2015年3月26日、ポッドキャスト「TOKYO FM Premium Podcasts」にて1か月限定で無料配信された。
彼らがパーソナリティを務めたラジオ番組「Don't Stop Music」(TOKYO FM)にて、Twicas配信中にリスナーの意見を参考に8ヶ月かけて製作した楽曲。
自主制作
- 1st demo CD 3曲入り・500枚限定 (2004年)
  - メンバーが高校生の時の自主制作。ライブ会場にて販売。
  - 当時の「to be brave」は英詞だった。

1. to be brave
2. screaming loud
3. 笑いあれ

- 1st demo CD 4曲入り (2004年)
  - ライブ販売のCDに「背中の理由」の1曲を追加して郵送限定で販売。
  - 他の3曲は現在発売中のCDには再録されていない。

1. to be brave
2. screaming loud
3. 笑いあれ
4. 背中の理由

参加作品
- 五色丼オムニバス(自主制作)

5曲目「セオリス」で参加
- 昭和60年代生まれV.A.「時ヲカケル」

タワーレコード限定発売
5曲目「rain show」で参加
- V.A.アルバム「Melodizm」(TOORIGHT!!RECORDS)

3曲目「FORM of LIGHT」で参加
- グッドモーニングアメリカ企画盤「あっ、良い音楽ここにあります。」

4曲目「煌めくのに」で参加
- GIFT MEN (MAGIC OF LiFE×Rhythmic Toy World)「おもちゃの魔法」

2015年07月10日～22日開催「真夏のサンタクロース～GIFT MEN～ 全国ツアー」会場限定発売。
1曲目「PARTY」6曲目「Muzik!!!!!!!!」で参加 (GIFT MEN名義)
3曲目「青くて白い」5曲目「猿知恵」で参加 (MAGIC OF LiFE名義)

## 来歴
- 2003年
  - 夏、高津戸信幸・山田真光・野瀧真一の3人で『Dirty Old Men』結成。
- 2006年
  - 5月10日、1st Mini Album『Present』発売。(オリコンインディーズチャート9位)
  - 11月、元々のバンド仲間であった山下拓実がギターとして加入する。
- 2007年
  - 4月25日、2nd Mini Album『immature』発売。
  - 11月21日、1st Single『rain show』発売。
- 2008年
  - 6月25日、1st Full Album『bud』発売。
  - 11月20日、配信限定Single『FORM of LIGHT』配信開始。
- 2009年
  - 4月22日、3rd Mini Album『accelerate』発売。
- 2010年
  - 3月3日、TOWER RECORDS限定発売『Dirty Old Men e.p.』発売。
  - 5月19日、7Songs Kick Off Album『Time Machine』発売でメジャーデビュー。
  - 9月15日、4th Mini Album『somewhere』発売。
- 2011年
  - 2月2日、 2nd Full Album『GUIDANCE』発売。
- 2012年
  - 2月11日、 2012年3月末をもって野瀧真一(ドラム)、山田真光(ベース)の脱退を発表。
  - 4月14日、 岡田翔太朗(ドラム)、渡辺雄司(ベース)が新メンバーとして加入し、新生『DIRTY OLD MEN』始動。
  - 5月2日、 3rd Full Album『doors』発売。
  - 12月4日、 インディーズベスト盤『prologue』発売。
- 2013年
  - 3月3日、『呼吸』がJリーグ栃木SCの公式応援ソングに選ばれた縁から、J2リーグ栃木SCの開幕戦で、試合前にメンバーがスタジアムを訪問し挨拶した。
  - 3月26日、 4th Full Album『I and I』発売。
  - 8月18日、J2第29節 栃木SC対ガイナーレ鳥取戦のイベントでライブ演奏。演奏後は一般客と一緒に試合観戦した[6]。
- 2014年
  - 2月19日、2nd Single『弱虫な炎』発売。
  - 5月2日、 5th Full Album『Blazing』発売。
  - 10月1日、同月17日のライブを以てバンド名を改名する事を発表。
  - 10月17日、バンド名を『DIRTY OLD MEN』から『MAGIC OF LiFE』に正式改名した。
  - 12月24日、 『MAGIC OF LiFE』初のシングル『箒星の余韻』をハピネットより発売。
- 2015年
  - 2月18日、2nd SINGLE『栄光への一秒』発売。
  - 3月25日、1st Full Album『Storyteller』発売。
  - 7月30日、1st 配信限定 Single『音無き言葉』発売。
  - 11月25日、2nd 配信限定 Single『風花ノ雫』発売。
- 2016年
  - 5月25日、3rd Single『DOUBLE』発売。
  - 8月31日、4th Single『はじまりの日々/スキルフラワー』発売。
  - 9月7日、2nd Full Album『X-1A』発売。
- 2017年
  - 4月26日、5th Single『線香花火/乱舞ランデブー』発売。
  - 9月6日、3rd Full Album『Niemeyer』発売。
- 2018年
  - 10月10日、4thミニアルバム『FOR YOU』リリース。

## タイアップ一覧
- 「lost color」「tribute」「傘ヲ」「gift of clown」 - 映画「檸檬のころ」挿入歌
- 「呼吸」 - 2013年栃木サッカークラブ応援ソング
- 「弱虫な炎」 - アニメ「弱虫ペダル」第1期 第2クールオープニングテーマ
- 「栄光への一秒」 - アニメ「弱虫ペダル」第2期 第2クールエンディングテーマ
- 「DOUBLE」 - アニメ「ジョーカー・ゲーム」エンディングテーマ
- 「はじまりの日々」 - 劇場上映アニメ「弱虫ペダル SPARE BIKE」主題歌
- 「スキルフラワー」 - BSスカパー! オリジナル連続ドラマ「弱虫ペダル」主題歌
- 「Player」-アニメ「ゾイドワイルドZERO」第２クールオープニングテーマ曲
- 「春を描く」-よるのブランチデートコーナー「トライアングルデート」主題歌

## 雑誌連載
- 「三色丼と紅しょうが。」（「バックステージ・パス」、シンコーミュージック・エンタテイメント）

## 動画

### ミュージックビデオ
| 公開日        | 監督                 | 曲名                       | 再生数        | 備考 |
| Dirty Old Men | Dirty Old Men        | Dirty Old Men              | Dirty Old Men | Dirty Old Men                                                                                                  |
| ------------- | -------------------- | -------------------------- | ------------- | --- |
| 2007/12/4     |                      | Merry                      |               | インディーズベスト盤「prologue」の初回限定盤にDVD封入。                                                        |
| 2008/5/29     |                      | moon wet with honey        |               | |
| 2009/4/14     |                      | Rewriting Story            |               | インディーズベスト盤「prologue」の初回限定盤にDVD封入。                                                        |
| 2010/05/19    |                      | Time Machine Music         |               | |
| 2010/9/15     | 須藤カンジ           | 蛍火                       |               | |
| 2011/1/19     |                      | 約束の唄                   |               | LIMITED SINGLE「約束の唄」にDVD封入。                                                                          |
| 2011/02/23    | 高野直秀             | ブリキ                     |               | |
| DIRTY OLD MEN |                      |                            |               | |
| 2012/05/02    | 中里耕介             | doors                      |               | フルバージョンはSPACE SHOWER TVで放送されていた。                                                              |
| 2013/03/02    |                      | 呼吸                       |               | |
| 2013/05/09    |                      | 煌めくのに                 |               | 多摩川を背景に撮影されている。海下真夕が出演。                                                                 |
| 2013/11/21    |                      | In room (short ver.)       |               | 垣内彩未がペットと共に出演している。                                                                           |
| 2014/01/11    | RANDOLL              | 弱虫な炎                   | 150万         | |
| 2014/04/12    | LUCKON GRAPHICS 乗松 | 夜空のBGM                  | 50万          | LUCKON GRAPHICS が製作。                                                                                       |
| MAGIC OF LiFE |                      |                            |               | |
| 2014/12/08    |                      | 箒星の余韻                 | 100万         | 山下永夏が出演している。                                                                                       |
| 2015/07/07    |                      | 青くて白い                 |               | |
| 2015/07/29    |                      | 音無き言葉                 | 50万          | |
| 2015/11/01    |                      | 風花ノ雫                   |               | |
| 2015/11/01    |                      | DOUBLE                     |               | |
| 2016/04/07    |                      | ソラヘノ欠片               |               | |
| 2016/07/20    | Kei Takahashi        | zero                       |               | 紫陽花ヲ栞ツアーファイナル 赤坂BLITZにて終演後、そのまま会場にて撮影が行われた。メンバーとファンとの共同作品。 |
| 2016/08/08    |                      | はじまりの日々(short ver.) | 50万          | |
| 2016/08/08    |                      | スキルフラワー(short ver.) |               | |
| 2016/09/07    |                      | アオイシグナル             |               | 桜田通、奥田佳弥子が出演している。                                                                             |
| 2016/10/11    |                      | 大福                       |               | |
| 2017/04/05    |                      | 線香花火                   | 300万         | |
| 2017/08/12    |                      | Answer                     | 100万         | |
| 2018/01/18    |                      | PHANTOM                    |               | 【出演】浅沼晋太郎／楠田亜衣奈／千菅春香／中西英樹／瑞樹                                                       |
| 2018/10/09    | 青木亮二             | 朝焼けとからっぽ           |               | 出演：加藤小夏                                                                                                 |
| 2019/03/05    |                      | 弱虫な炎 (英詞付き)        |               | |
| 2019/04/02    |                      | 線香花火 (英詞付き)        |               | |
| 2019/08/25    | 夏目現               | 応援歌                     |               | |
| 2020/12/09    | 間宮 光駿            | 記念日                     | 92万          | 主演：前田希美 / まえのん 撮影監督：山田 虎太朗 撮影助手：田中 聖人 助手：後藤田 賢祥 制作管理：赤津 亮太      |

### ライブ映像
| 公開日     | タイトル                                            |
| ---------- | --------------------------------------------------- |
| 2013/09/17 | 『I and I TOUR 2013 FINAL』ダイジェスト映像         |
| 2013/10/10 | こころがわり(Live at 代官山UNIT)                    |
| 2013/10/11 | 桜川(Live at 代官山UNIT)                            |
| 2013/10/11 | スターチス(Live at 代官山UNIT)                      |
| 2013/10/11 | 呼吸(Live at 代官山UNIT)                            |
| 2014/12/11 | 弱虫な炎(Live at LIQUIDROOM ebisu)                  |
| 2014/12/18 | pain+(Live at LIQUIDROOM ebisu)                     |
| 2014/12/25 | following page(Live at LIQUIDROOM ebisu)            |
| 2015/01/06 | 夜空のBGM(Live at LIQUIDROOM ebisu)                 |
| 2016/11/20 | 呼吸（LIVE at 赤坂BLITZ 2016.06.19）                |
| 2017/07/27 | 乱舞ランデブー（LIVE at TSUTAYA O-EAST 2017.07.16） |
| 2017/08/02 | elif（LIVE at TSUTAYA O-EAST 2017.07.16）           |
| 2017/08/09 | 弱虫な炎（LIVE at TSUTAYA O-EAST 2017.07.16）       |

## 出演
- 2012年06月01日・08月23日・10月25日・12月13日・2014年02月14日 - TBS系「BLITZ INDEX」
- 2012年06月02日・10月29日・11月26日 - TBS系「エン活」

## 主なライブ

### ワンマンライブ・主催イベント
- 2007年12月 - 初ワンマンライブ
- 2009年04月〜 - 初の全国ツアー「Dirty Old Men Tour 2009 〜accelerate〜」
- 2010年10月22日〜12月05日 - Dirty Old Men 2010 somewhere Tour
- 2011年04月02日〜30日 - Dirty Old Men 2011 GUIDANCE ONE MAN TOUR
- 2012年04月14日 - Next Phase Live "re-birth"
- 2012年05月26日〜06月24日 - Dirty Old Men 2012 doors TOUR
- 2012年12月12日〜19日 - Dirty Old Men presents 「Don't Stop Music vol.2」
w/lego big morl
- 2013年04月14日〜06月29日 - Dirty Old Men「I and I」Tour 2013
- 2013年10月11日〜11月20日 - DIRTY OLD MEN presents「Don't Stop Music vol.3」
w/レムチャップ / カフカ
- 2013年12月20日 - AKASAKA BLITZ 5th ANNIVERSARY DIRTY OLD MEN X'mas LIVE「gift to you」
- 2014年05月23日〜07月11日 - DIRTY OLD MEN 「Blazing」TOUR 2014
- 2014年12月21日 - MAGIC OF LiFE 「utsunomiya merry night」
- 2015年04月24日〜06月13日 - MAGIC OF LiFE LIVE TOUR 2015「Storyteller」
- 2015年10月13日〜20日 - MAGIC OF LiFE ～改名一周年攻撃呪文～
w/asobius / HaKU / HOWL BE QUIET / lego big morl / TOTALFAT / UVERworld
- 2016年02月14日〜06月19日 - ワンマンツアー2016 ～紫陽花ヲ栞～
- 2016年10月09日〜12月09日 - TOUR 2016 “X-1A”
- 2016年12月17日 - utusnomiya merrry night
- 2017年01月14日 - アコーステックライブ at 新宿ストロボカフェ
- 2017年04月15日 - Don't Stop Music Fes. TOCHIGI 2017
w/空想委員会 / ココロオークション / SHE'S / CIVILIAN / Czecho No Repulic / phatmans after school / Brian the Sun / polly / Rhythmic Toy Wolrd / LEGO BIG MORL /  GIFT MEN
- 2017年05月07日〜7月16日 - 全国ツアー2017 ～MAYからはじまるランデブー～
- 2017年09月02日 - MAGIC OF LiFE FC会員限定ライブ "Inity" 2017
- 2017年09月24日〜11月17日 - ワンマンツアー2017「Niemeyer」
- 2017年12月16日 - MAGIC OF LiFE presents「utsunomiya merry night 2017」～祝!初の対バン編だよメリークリスマス～
- 2017年12月17日 - MAGIC OF LiFE presents「utsunomiya merry night 2017」～ワンマンでふたりっきりサイレントナイト～
- 2018年02月03日〜03月11日 - MAGIC OF LiFE LIVE TOUR 2018「MAGIC PICKNEY」
w/ cinema staff / LAMP IN TERREN / ココロオークション
- 2018年06月23日〜06月30日 - アコースティックライブ"Inity"2018 Summer
- 2018年11月04日〜11月28日 - ライブツアー2018～FOR YOU～
- 2018年12月22日〜12月23日 - MAGIC OF LiFE presents utsunomiya merry night 2
- 2019年01月12日 - MAGIC OF LiFE アコースティックライブ "Inity" 2019 Winter at 名古屋 Music Bar Perch
- 2019年01月13日 - MAGIC OF LiFE アコースティックライブ "Inity" 2019 Winter at 大阪 CROSS BEAT hommach018
- 2019年10月06日〜2020年02月11日 - MAGIC OF LiFE LIVE TOUR 2019 "Wanderer"
w/ Brian the Sun / BURNOUT SYNDROMES / Halo at 四畳半 / ircle / Rhythmic Toy World / アメノイロ。 / グッドモーニングアメリカ / ドラマチックアラスカ
- 2019年12月21日 - MAGIC OF LiFE presents utsunomiya Merry Night 2019

### 主催イベント「Don't Stop Music fes.栃木(栃フェス)」
2015年より開催している主催イベント。2015年から2017年は栃木市総合体育館、2018年からは栃木市栃木文化会館にて開催。
| 開催日              | タイトル                           | 参加者 |
| ------------------- | ---------------------------------- | --- |
| 2015年4月19日       | Don't Stop Music fes.栃木          | Northern19 / Lyu:Lyu / GOOD ON THE REEL / 空想委員会 / SHIT HAPPENING / Rhythmic Toy World / Suck a Stew Dry / sumika / シナリオアート / 真空ホロウ |
| 2016年5月8日        | Don't Stop Music Fes. TOCHIGI 2016 | GIFT MEN(MAGIC OF LiFE×Rhythmic Toy World) / Brian the Sun / 空想委員会 / アルカラ / ORANGE RANGE / Suck a Stew Dry / SHIT HAPPENING / sumika / Rhythmic Toy World / グッドモーニングアメリカ |
| 2017年4月15日       | Don't Stop Music Fes. TOCHIGI 2017 | GIFT MEN(MAGIC OF LiFE×Rhythmic Toy World) / 空想委員会 / ココロオークション / SHE'S / CIVILIAN / Czecho No Republic / phatmans after school / Brian the Sun / polly / Rhythmic Toy World / LEGO BIG MORL / Brian the Sun |
| 2018年5月19日・20日 | Don't Stop Music Fes. TOCHIGI 2018 | MAGIC OF LiFE / ドラマチックアラスカ / BRADIO / 忘れらんねえよ柴田 with タナカヒロキ / ircle / Amelie / グッドモーニングアメリカ / Halo at 四畳半 / LEGO BIG MORL / Lenny code fiction / パノラマパナマタウン / 空想委員会 / GOOD ON THE REEL / Xmas Eileen / SIX LOUNGE / SHIT HAPPENING / ハルカミライ / ラックライフ / Rhythmic Toy World |
| 2019年4月13日・14日 | Don't Stop Music Fes.TOCHIGI 2019  | WOMCADOLE / グッドモーニングアメリカ / ドラマチックアラスカ / BURNOUT SYNDROMES / FIVE NEW OLD / MAGIC OF LiFE / ラックライフ / LAMP IN TERREN / 緑黄色社会 / Lenny code fiction / 高津戸信幸 (共演：とち介) / CHISA / 横田悠二 / ニシヤ (共演：イガラシ) / Ivy to Fraudulent Game / 秋山黄色 / ircle / 感覚ピエロ / サイダーガール / SHIT HAPPENING / Halo at 四畳半 / FOMARE / Rhythmic Toy World / 忘れらんねえよ / SUGARLUNG / yuuji / 根のシン / 渡辺裕貴 |

### DIRTY OLD MEN 時代のリンク
- Dirty Old Men Official Site
- Dirty Old Men UNIVERSAL MUSIC Official Site
- Dirty Old Men My Space
- Dirty Old Men 旧Official Site - ウェイバックマシン（2004年7月5日アーカイブ分）
- nobu日記(高津戸 信幸 Official Blog)
- takumi日記(山下 拓実 Official Blog)
- yama日記(山田 真光 Official Blog)
- 新・のた記(野瀧 真一 Official Blog)